# Xantheurytoma
Xantheurytoma är ett släkte av steklar. Xantheurytoma ingår i familjen puppglanssteklar.
Kladogram enligt Catalogue of Life:
| Xantheurytoma | \| \| Xantheurytoma flava \| \| \| \| \| \| Xantheurytoma pallidicoxa \| \| \| \| |
|               | \| \| Xantheurytoma flava \| \| \| \| \| \| Xantheurytoma pallidicoxa \| \| \| \| |
|               | Xantheurytoma flava                                                               |
|               |                                                                                   |
|               | Xantheurytoma pallidicoxa                                                         |
|               |                                                                                   |